# Superligaen 2006-2007
La Superligaen 2006-2007 è stata la 94ª edizione della massima serie del campionato di calcio danese e 17ª come Superligaen, disputata tra il 19 luglio 2006 e il 27 maggio 2007 e conclusa con la vittoria del FC København, al suo sesto titolo.

## Squadre Partecipanti
| Squadra         | Posizione nell'ultimo campionato | Prima stagione in massima divisione | Presente nella massima divisione dal |
| --------------- | -------------------------------- | ----------------------------------- | ------------------------------------ |
| AaB             | 5°                               | 1928-29                             | 1987                                 |
| AC Horsens      | 10°                              | 1929-30                             | 2005-06                              |
| Brøndby IF      | 2°                               | 1982                                | 1982                                 |
| Esbjerg fB      | 6°                               | 1928-29                             | 2001-02                              |
| F.C. Copenhagen | 1°                               | 1992-93                             | 1992-93                              |
| Midtjylland     | 7°                               | 2000-01                             | 2000-01                              |
| FC Nordsjælland | 9°                               | 2002-03                             | 2002-03                              |
| OB              | 3°                               | 1927-28                             | 1999-00                              |
| Randers FC      | 2° in Prima Divisione            | 1941-42                             | 2006-07                              |
| Silkeborg IF    | 8°                               | 1988                                | 2004-05                              |
| Vejle BK        | 1° in Prima Divisione            | 1940-41                             | 2006-07                              |
| Viborg FF       | 9°                               | 1927-28                             | 1998-99                              |

## Classifica
Aggiornata al 27 maggio 2007
|  |     | Classifica provvisoria 2007-08 | Pt | G  | V  | N  | P  | GF | GS | DR  |
|  | --- | ------------------------------ | -- | -- | -- | -- | -- | -- | -- | --- |
|  | 1.  | Copenaghen                     | 76 | 33 | 23 | 7  | 3  | 60 | 23 | +37 |
|  | 2.  | Midtjylland                    | 63 | 33 | 18 | 9  | 6  | 58 | 39 | +19 |
|  | 3.  | Aalborg                        | 61 | 33 | 18 | 7  | 8  | 55 | 34 | +21 |
|  | 4.  | Odense                         | 58 | 33 | 17 | 7  | 9  | 45 | 36 | +9  |
|  | 5.  | Nordsjælland                   | 57 | 33 | 16 | 9  | 8  | 68 | 40 | +28 |
|  | 6.  | Brøndby                        | 49 | 33 | 13 | 10 | 10 | 50 | 38 | +12 |
|  | 7.  | Esbjerg                        | 40 | 33 | 10 | 10 | 13 | 46 | 51 | -5  |
|  | 8.  | Randers                        | 38 | 33 | 10 | 8  | 15 | 41 | 53 | -12 |
|  | 9.  | Viborg                         | 29 | 33 | 8  | 5  | 20 | 34 | 64 | -30 |
|  | 10. | Horsens                        | 28 | 33 | 6  | 10 | 17 | 29 | 53 | -24 |
|  | 11. | Vejle                          | 25 | 33 | 6  | 7  | 20 | 35 | 64 | -29 |
|  | 12. | Silkeborg                      | 22 | 33 | 5  | 7  | 21 | 34 | 60 | -26 |